# Episodi di Strike Back (terza stagione)
La terza stagione della serie televisiva Strike Back, intitolata Strike Back: Vengeance, è stata trasmessa in prima visione dal canale statunitense Cinemax dal 17 agosto al 12 ottobre 2012, mentre nel Regno Unito è andata in onda su Sky1 dal 2 settembre al 4 novembre 2011.
In Italia la stagione è stata trasmessa su Sky Uno dal 28 settembre al 30 novembre 2012.
| nº | Titolo originale | Prima TV UK       | Prima TV USA      | Prima TV Italia   |
| -- | ---------------- | ----------------- | ----------------- | ----------------- |
| 1  | Episode 1        | 2 settembre 2012  | 17 agosto 2012    | 28 settembre 2012 |
| 2  | Episode 2        | 9 settembre 2012  | 17 agosto 2012    | 5 ottobre 2012    |
| 3  | Episode 3        | 16 settembre 2012 | 24 agosto 2012    | 12 ottobre 2012   |
| 4  | Episode 4        | 23 settembre 2012 | 31 agosto 2012    | 19 ottobre 2012   |
| 5  | Episode 5        | 30 settembre 2012 | 7 settembre 2012  | 26 ottobre 2012   |
| 6  | Episode 6        | 7 ottobre 2012    | 14 settembre 2012 | 2 novembre 2012   |
| 7  | Episode 7        | 14 ottobre 2012   | 21 settembre 2012 | 9 novembre 2012   |
| 8  | Episode 8        | 21 ottobre 2012   | 28 settembre 2012 | 16 novembre 2012  |
| 9  | Episode 9        | 28 ottobre 2012   | 5 ottobre 2012    | 23 novembre 2012  |
| 10 | Episode 10       | 4 novembre 2012   | 12 ottobre 2012   | 30 novembre 2012  |